# Енбекши (Талдинский сельский округ)
Енбекши (каз. Еңбекші) — село в Панфиловском районе Жетысуской области Казахстана. Входит в состав Талдинского сельского округа. Находится примерно в 15 км к северо-западу от города Жаркент, административного центра района, на высоте 969 метров над уровнем моря. Код КАТО — 195649200.

## Население
В 1999 году население села составляло 1745 человек (879 мужчин и 866 женщин). По данным переписи 2009 года, в селе проживали 1533 человека (762 мужчины и 771 женщина).